# Tryngites subruficollis
Tryngites subruficollis là một loài chim trong họ Scolopacidae.